# Cinchonidin
Cinchonidin gehört zur Gruppe der China-Alkaloide. Es ist – wie die meisten Alkaloide – physiologisch aktiv und ist ein Pflanzengift.

## Vorkommen
(–)-Cinchonidin und das Isomer (+)-Cinchonin kommen in der Natur in der Rinde von Chinarindenbäumen (hauptsächlich Cinchona spp, Cinchona pubescens und Cinchona ledgeriana) vor und können daraus extrahiert werden.

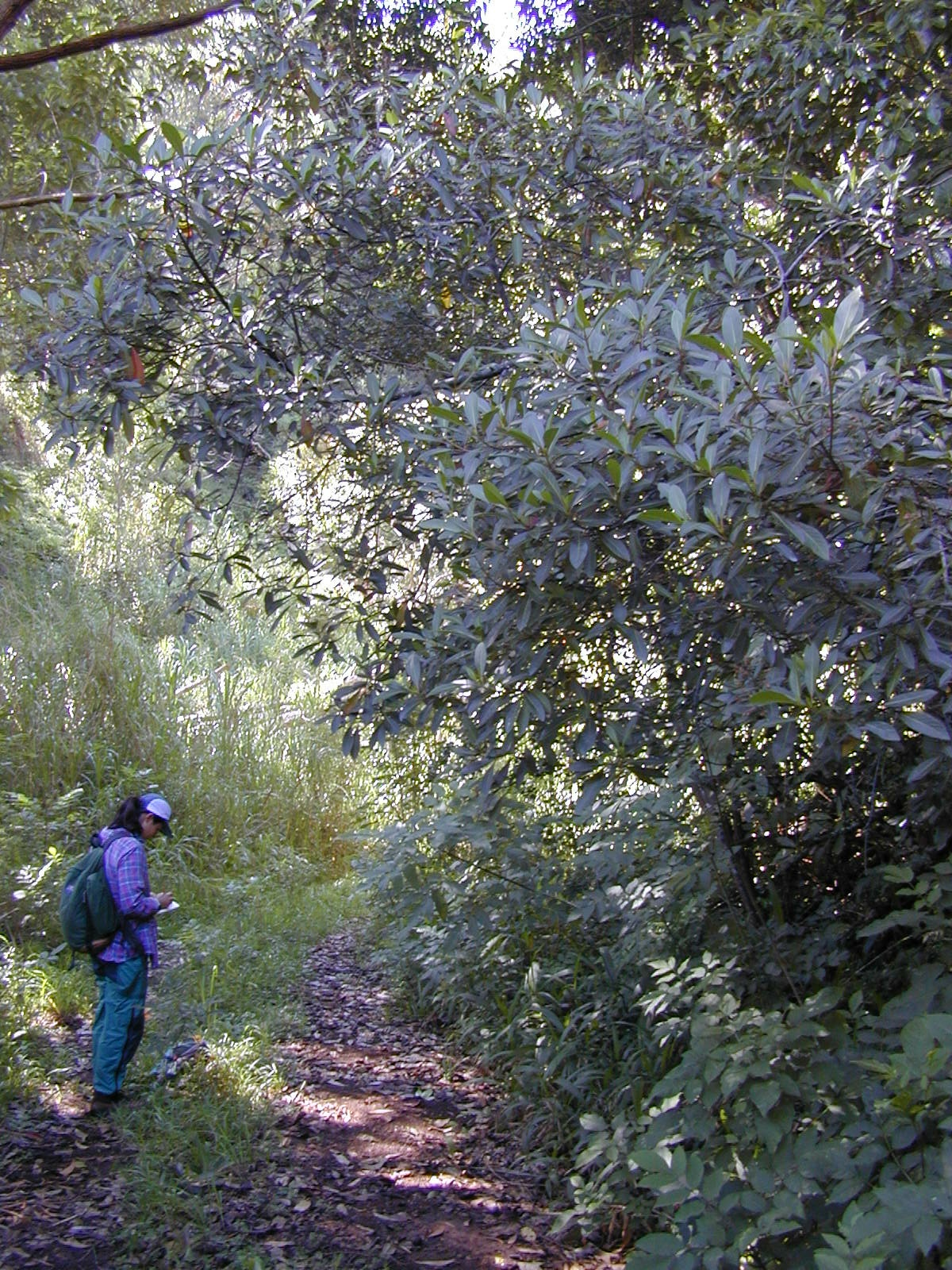
In der Rinde des Chinarindenbaumes findet man Chinolin-Alkaloide, darunter (–)-Cinchonidin.

## Chemische Eigenschaften und Verwendung
Cinchonidin kristallisiert als farblose Nadeln und Prismen im orthorhombischen Kristallsystem. Es ist geruchlos und schmeckt bitter, wobei es in alkoholischer Lösung noch bitterer wird. Bei der Destillation von Cinchonin mit Kaliumhydroxid wird Chinolin gebildet.
(–)-Cinchonidin wird zur Spaltung von Racematen verwendet. Es bildet mit racemischen Säuren diastereomere Salze, die durch fraktionierte Kristallisation aufgetrennt werden können.
(–)-Cinchonidin gehört zu den Cinchona-Alkaloid-Katalysatoren, die als chirale Amine Lewis-Basen sind. Diese katalytischen Reaktionen sind in der org. Chemie vielfältig verwendbar. Ein Beispiel hierfür ist die 1,4-Additions-Reaktion nach Wynberg.

## Sicherheitshinweise
Im Tierversuch mit Ratten wurde für (–)-Cinchonidin bei intraperitonealer Gabe ein LD50-Wert von 206 mg/kg ermittelt. Die Tiere waren auch bei subletalen Dosen vermindert aktiv bis schläfrig und zeigten Muskelzittern und Krämpfe.